# هندبال در المپیک تابستانی ۱۹۸۸
هندبال در بازی‌های المپیک تابستانی ۱۹۸۸ نام رویداد ورزش هندبال در بازی‌های المپیک تابستانی بود که در سال ۱۹۸۸ برگزار شد.

## جدول مدال‌ها
| رتبه | کشور              | طلا | نقره | برنز | مجموع |
| ۱    | کره جنوبی (KOR)   | ۱   | ۱    | ۰    | ۲     |
| ۲    | اتحاد شوروی (URS) | ۱   | ۰    | ۱    | ۲     |
| ۳    | نروژ (NOR)        | ۰   | ۱    | ۰    | ۱     |
| ۴    | یوگسلاوی (YUG)    | ۰   | ۰    | ۱    | ۱     |